# 하우로
하우로는 경기도 시흥시 대야동에서 하우고개를 거쳐 부천시 대산동 하우고개입구교차로를 잇는 도로이다.

## 특징
원래 하우로는 예전부터 부천시와 시흥시를 연결하는 주요 도로 중 하나인 하우고개를 넘어가는 도로였기 때문에 하우고개길로 불렸다. 그러다 2011년 7월 29일부터 실시된 도로명새주소 안내를 위한 도로명 정비로 하우로라는 명칭이 부여되었다.
현재 시흥시에서 부천시로 넘어가는 도로 중 가장 단거리 노선이기도 하며, 통행량이 많은 곳 중 하나이다.

## 이름 유래
이 도로가 하우고개길로 불리는 이유는 하우고개를 넘어가기 때문인데, 하우고개에 대한 유래는 다음과 같다.
하우고개가 있는 성주산을 일명 와우산(臥牛山)으로 부르기 때문에 이 산을 넘는 고개도 와우고개라 하였다. 또한, 소가 누워 있는 형상의 산이므로 와우산이라 했고, 와우산에 있는 고개이기 때문에 와우고개라 한 것이다. 이 '와우'가 초성의 동음이라 강하게 발음하려는 이화현상에 의해 '하우'로 발음된 것으로 볼 수 있다.

## 경유지
대야동에서 호현로와 분기교차로 - 부천예비군훈련장 - 하우고개 - 심곡본동 - 부천제일교회 - 하우고개입구